# سقنقور لب‌خال‌خالی
سقنقور لب خال‌خالی (نام علمی: Trachylepis maculilabris) گونه ای از سقنقورهای چغر هستند که بیشتر در قاره آفریقا زندگی می‌کنند. 